# Associació de Conferències Episcopals d'Àfrica Central
L'Associació de Conferències Episcopals d'Àfrica Central  (Association des Conférences Episcopales de l'Afrique Centrale, ACEAC) és un organisme de l'Església catòlica que reuneix els bisbes d'algunes nacions de l'Àfrica central.

## Història
ACEAC es va establir a 1970 i està establerta a Kinshasa a la República Democràtica del Congo.

## Membres de ACEAC
Els bisbes de les següents Conferències episcopals formen part de l'ACEAC:
- Conferència dels bisbes catòlics de Burundi (Conférence des Evêques catholiques du Burundi, CECAB);
- Conferència Episcopal Nacional del Congo (Conférence Episcopal Nationale du Congo, CENCO);
- Conferència Episcopal de Ruanda (Conférence Episcopale du Rwanda, C.Ep.R.).

## Llista de Presidents
- Arquebisbe Paul-Pierre-Yves Dalmais, S.J. (1971 - 1974)
- Bisbe Faustin Ngabu (1985 - 1990)
- Bisbe Evariste Ngoyagoye (1990 - 2001)
- Bisbe Frédéric Rubwejanga (2001 - 2002)
- Bisbe Nicolas Djomo Lola (2002 - juliol 2007)
- Arquebisbe Simon Ntamwana,(2007 - 2013)
- Bisbe Smaragde Mbonyintege, des de 2013